# Новодворце
Новодво́рце (пол. Nowodworce) — деревня в Белостокском повете Подляского воеводства Польши. По данным переписи 2011 года, в деревне проживало 667 человек.

## География
Деревня расположена на северо-востоке Польши, на левом берегу реки Супрасль, на расстоянии приблизительно 9 километров (по прямой) к северо-востоку от города Белостока, административного центра повета. Абсолютная высота — 124 метра над уровнем моря. К югу от деревни проходит автодорога 676.

## История
В конце XVIII века Новодворце входило в состав Гродненского повета Трокского воеводства Великого княжества Литовского. В период с 1975 по 1998 годы деревня являлась частью Белостокского воеводства.